# How Can You Blame Me?
How Can You Blame Me? è il quarto album in studio del rapper statunitense Soulja Boy, con l'uscita del disco che inizialmente era stata fissata per il 28 luglio 2019, ma poi posticipata a data da destinarsi. L'album, uscirà sotto l'etichetta indipendente di Soulja, la SODMG, con la distribuzione che sarà affidata all'eOne Entertainment e Warner/Chappell Music. Il progetto includerà collaborazioni importanti come quelle con Nicki Minaj, Swae Lee, Tory Lanez, Trippie Redd, Lil Baby, ASAP Ferg, Chief Keef, Bhad Bhabie e Asian Doll. Tra le produzioni invece, si segnalano i nomi di Ronny J, Murda Beatz, Starquake e di Soulja stesso.

## Annuncio
Soulja Boy ha annunciato l'album in un'intervista a TMZ il 18 gennaio 2019, confermando il titolo dell'album il 31 quando il video musicale per "Intro" è stato caricato sulla sua pagina YouTube ufficiale. Successivamente, il prossimo singolo dell'album "Trappin Out Da Mansion" è stato pubblicato in digitale il 5 febbraio, con un video musicale di accompagnamento. A seguito del suo aumento di popolarità all'inizio del 2019 dopo la sua virale intervista al Breakfast Club, Soulja Boy ha firmato sia con Entertainment One Music, sia con Warner/Chappell Music per pubblicare il suo album. Al 29 luglio 2019, dopo l'uscita anticipata di Soulja Boy dal carcere il 14 luglio 2019, l'album non è stato rilasciato.

## Singoli
Intro è stato pubblicato come singolo principale dell'album in digitale il 31 gennaio 2019. Il singolo ha ricevuto recensioni generalmente positive dalla critica.
Trappin Out Da Mansion è stato rilasciato come secondo singolo dell'album il 5 febbraio 2019 con un video di accompagnamento.
Crank Dat Big Draco è stato rilasciato su Soundcloud e altri servizi di streaming come terzo singolo dell'album. È stato notato per aver reintrodotto il tag del produttore "Soulja Boy Tell'Em" ampiamente utilizzato nell'album di debutto di Soulja Boy, souljaboytellem.com.